# Txtr
Die txtr GmbH war eine deutsche Firma mit Hauptsitz in Berlin, die E-Books vertrieb, eine Lese-Anwendung für verschiedene mobile Endgeräte anbot und ursprünglich auch eine Online-Plattform sowie ein eigenes Lesegerät auf den Markt bringen wollte. Geschäftsführer waren Christophe Maire und Andreas Steinhauser. Die Firma wurde 2008 als Wizpac Ltd gegründet. Im Januar 2015 meldete das Unternehmen Insolvenz an, das Unternehmen sollte von der Media-Saturn-Holding übernommen werden.

## E-Book-Verkauf
Im Online-Shop unter txtr.com waren mehrere tausend E-Books im EPUB-Format verfügbar. Dazu hatte txtr Vertriebsverträge abgeschlossen, unter anderem mit Droemer Knaur, dem S. Fischer Verlag, Kiepenheuer & Witsch, dem Rowohlt Verlag, dem Berlin Verlag, und Libreka. Außerdem waren zahlreiche kostenlose Inhalte von Project Gutenberg, MobileRead, Munsey's und Manualsmania auf txtr.com verfügbar.
txtr bot kostenlose Anwendungen für iPhone, iPad, Windows 8 und die Android-Plattform  an, die auch in der Lage waren, DRM-geschützte EPUB-Bücher, die nicht bei txtr gekauft wurden, anzuzeigen.

## Angekündigte Lesegeräte

### txtr reader
Der txtr reader war ein angekündigtes, aber nie ausgeliefertes elektronisches Buchlesegerät (E-Book-Lesegerät) der txtr GmbH. Es wurde auf der Computermesse CeBIT 2009 als Prototyp vorgestellt und erhielt ein großes Medienecho. Nach Angaben des Herstellers sollte das Gerät mit 6 Zoll E-Ink Bildschirm vielfältige Kommunikationsstandards wie WLAN, Bluetooth und EDGE/GPRS unterstützen, und u. a. auch untereinander Texte austauschen können. Neben einem Micro-USB-Anschluss waren Steckplätze für eine SIM-Karte und eine microSD-Flashspeicherkarte vorgesehen. Abonnements von Zeitschriften, Magazinen und Tageszeitungen, sowie eine breite Unterstützung von Dokumentenformaten (EPUB-, HTML-, Office- und PDF, z. T. mittels Konvertierungsdienst) wurde angepriesen.

#### Verschiebungen des Liefertermins
txtr hatte die Markteinführung seines Lesegerätes txtr reader ursprünglich für die Frankfurter Buchmesse im Oktober 2009 angekündigt, auf der Pressekonferenz im Rahmen der Messe am 14. Oktober 2009 wurde jedoch als Vorverkaufsstart der 1. Dezember 2009 und als Auslieferungsstart der 15. Dezember angegeben. Als Preis wurden 319 Euro genannt.
Einen Tag vor Beginn des offiziellen Vorverkaufs, kündigte txtr an, dass der txtr-reader nur 299 Euro kosten werde, dafür jedoch keine WLAN-Funktion enthalte. Diese Hardware-Änderung sei nötig gewesen, um den Preis zu senken, würde aber zu keiner nennenswerten Lieferverzögerung führen. In einem Interview vom Februar 2010 gab Unternehmensmitbegründer Christophe Maire stattdessen an, Probleme bei der Entwicklung der WLAN-Treiber seien der ausschlaggebende Grund gewesen. Mit dem Start des Vorverkaufs änderte sich die Website: Statt sich als "Interessent" zu registrieren, konnte man "vorbestellen" – allerdings war diese Vorbestellung noch nicht bindend. Nach eigenen Angaben wollte txtr nach und nach Links zu einer rechtsgültigen Bestellung an registrierte Interessenten und Vorbesteller verschicken. Bisher (Stand Mai 2011) gibt es allerdings keine Berichte von Nutzern, die eine solche Mail bekommen haben.
Mitte Dezember 2009 gab txtr bekannt, dass aufgrund von Problemen mit einem für die Stromversorgung wichtigen Bauteil nur "wenige Reader" bis Weihnachten ausgeliefert werden könnten. Ein Eintrag im Firmenblog vom Januar 2010 erwähnte hingegen Probleme bei der Umstellung von Klein- auf Großserienproduktion; insbesondere wurden geänderte Fertigungsmaschinen und mangelhaft geschulte Fabrikarbeiter als Ursachen genannt, die vor allem beim Verlöten des Modem-Moduls zu hohen Ausschussquoten geführt hätten. txtr-CTO Andreas Steinhauser machte in einem Interview vom Februar 2010 Probleme mit Modem-Hard- und Software für die Verzögerung verantwortlich.
Im März 2010 kündigte txtr an, dass der Reader voraussichtlich im Sommer 2010 in Ungarn eingeführt werden sollte. Einen Monat später erklärte txtr-Mitbegründer Joscha Bach, dass er noch im Laufe des Jahres 2010 mit dem Produktstart rechne. Das Gerät kam jedoch nicht auf den Markt.

#### Kooperation mit PocketBook
Im Oktober 2010 wurde bekannt, dass die txtr GmbH mit der Firma PocketBook kooperieren wollte, um an den txtr Online-Store angepasste Versionen der PocketBook-Geräte auf den Markt zu bringen. Das Gerät kam nicht auf den Markt.

### txtr Beagle
Im Oktober 2012 kündigte txtr den txtr Beagle an, ein Lesegerät für zehn Euro, das von einem Smartphone als Bilddateien vor-gerenderte E-Books darstellen konnte. Seine 4 GB konnten bis zu fünf Bücher aufnehmen. Gemäß dem ursprünglichen Konzept sollte der Beagle nicht einzeln erhältlich sein, sondern nur als Zusatzoption beim Abschluss eines Mobilfunkvertrags mit entsprechenden laufenden monatlichen Kosten, der niedrige Preis sollte dementsprechend durch eine Subventionierung von Seiten der Mobilfunkunternehmen zustande kommen.
Vorgestellt zur Buchmesse Frankfurt 2012, sollte das Gerät nach ursprünglicher Aussage vor Weihnachten dieses Jahres den Handel erreichen. Später jedoch wurde stattdessen das „Frühjahr 2013“ als Starttermin ins Auge gefasst.
Im März 2013 gab der amerikanische Online-Versender „Shop e-Readers“ bekannt, ab sofort Vorbestellungen für den txtr Beagle entgegenzunehmen. Statt der ursprünglich avisierten 10 Euro betrug der Kaufpreis allerdings $69.99 (was zum Angebotszeitpunkt ca. 53,80 EUR entsprach), wobei allerdings auch noch ein Gutschein für den txtr-eBook-Store im Wert von $10 enthalten war. Wenige Tage später erklärte txtr, den Beagle auch in Deutschland zum Vollpreis auf den Markt bringen zu wollen, daneben aber weiter den ursprünglichen Plan einer Subvention durch Mobilfunkunternehmen zu verfolgen. Anfang Juli 2013 reduzierte txtr den unsubventionierten Verkaufspreis auf 19,99 EUR, woraufhin der Reader innerhalb weniger Tage ausverkauft war. Seitdem ist der Beagle nicht mehr im Handel erhältlich.

## Online-Plattform
Das Unternehmen bot ursprünglich auch eine komplexe Online-Plattform an, auf der Anwender digitale Inhalte sammeln und mit anderen Nutzern teilen konnten. Der txtr reader sollte über das Mobilfunk-Modem direkt auf diese Inhalte zugreifen können. Inzwischen wurde diese Plattform vom Netz genommen.